# Once Upon a Time (canción)
«Once Upon a Time» (español: «Érase una vez») es un sencillo del álbum homónimo de Donna Summer, lanzado solamente en Francia.
En el álbum se relata la historia de la Cenicienta en una versión moderna, desde los harapos hasta la riqueza. "Once Upon a Time" relata la primera parte de la historia, ya que es la canción de apertura del álbum.

## Sencillo
- FRA 7" sencillo (1977) Atlantic 11 055[2]

1. «Once Upon a Time» - 3:58
2. «I Love You» - 3:17